# Segundo Verano del Amor
Por Segundo Verano del Amor se conoce el período transcurrido entre los años 1988 y 1989 en Reino Unido. Durante este tiempo, se desarrolló el acid house que sirvió de banda sonora para la eclosión de la cultura rave, una combinación ideal de droga –en singular: con la llegada del éxtasis a Inglaterra, donde se le conocía también como E, importándose a su vez otra manera de entender recreativamente la música y el componente social del baile–, ritmos lindos y sanos[cita requerida]
Se pueden trazar multitud de paralelismos entre esta época y la del primer verano del amor que tuvo lugar en San Francisco dos décadas antes. En particular, en cuanto a la sensación de hedonismo y libertad generalizados, así como en relación con la moda. El smiley se convirtió en la imagen más representativa de este tiempo.

## Un nuevo fenómeno social
Las Raves, fiestas ilegales que congregaban en puntos remotos y en grandes espacios –almacenes abandonados, hangares o, generalmente, a cielo abierto– a una multitud dispuesta a bailar hasta el amanecer, dieron su razón de ser a una música que pregonaba ser consumida en sociedad, espoleada por el impacto mental y corporal del éxtasis, –generando así desinhibición y nuevas relaciones personales, sustentadas por el amor y amistad artificial–.
La escena rave inglesa transformó la manera de pensar, sentir, escuchar y crear de millones de seres, y significó a su vez el kilómetro cero en la futura expansión, primero europea y más tarde mundial, de una nueva música de baile que contaba con la electrónica como método.
Así pues, ya tenemos todo el caldo de cultivo para que pase algo grande. Y pasó. Fue la llegada del éxtasis. Un estudio realizado en la década pasada reveló un curioso dato: la entrada de la MDMA en Inglaterra coincidió con los niveles más bajos de hooliganismo jamás registrados, un tipo de violencia instalada en la sociedad inglesa y utilizada como proyector de las frustraciones sociales en plena recesión Thatcherista. Mientras el alcohol destapa la agresividad del supporter violento, la ingesta de MDMA lo transforma en un dócil sirviente del DJ al que solo le apetece hacer amigos. Sea como fuere, lo cierto es que la llamada “droga del amor” mezclada con los mantras de la TB-303 supuso el perfecto placebo bajo el que refugiarse en época de "vacas flacas".

## Ruta orbital M25
Es muy inglés eso de decir “todo comenzó en Londres” o “la escena comenzó en Manchester”  explica, Laurent Garnier, residente entre 1987 y 1988 en The Haçienda. La auténtica realidad es que empezó en ambos lugares, aunque la escena era diferente. El tránsito del fenómeno no había sido traumático. Prácticamente todo lo que se pinchaba venía de Chicago, no había suficientes discos autóctonos. El verano resultó de lo más animado: los promotores surgían por doquier y las fiestas se reproducían como hongos; la élite que vegetaba en Shoom o The Future veía como sus santuarios de ritmos y química comenzaban a poblarse de gente a la que nunca antes habían visto. El peregrinaje se extendió a nuevos lugares. Hedonism se instituyó como la primera warehouse party gratuita, congregada en un almacén de Apeltorn Lane, y en pleno mayo llegó a su apogeo RIP (Revolution in Progress), una competencia directa de Shoom –les separaba solo una esquina–, que apostó por hibridar acid y diversas derivaciones del reggae. Cuando a las tres de la madrugada todos los clubes cerraban, siempre había un after en el que acabar la noche. Y aunque la policía ponía las cosas crudas (“la Pay Party Unit, una división de la policía de Londres, se encargaba de localizar las fiestas y pararlas, incluso había gánsters que se encargaban de controlar el acceso y la venta de drogas. El verano del amor tuvo un lado siniestro”), pero el entusiasmo podía con las dificultades.
Una de las anécdotas más populares del estío del ochenta y ocho relata cómo un grupo de clubbers recién salidos del Trip, al ser sorprendidos por un coche de policía con la sirena en marcha, se dieron al baile y al grito unánime de “can you feel it?”, que casualmente incluía ruidos de alarmas. El acid se extendía como la espuma, y el éxtasis, importado ya en grandes cantidades, había transformado a la juventud inglesa (el fenómeno empezaba a hacerse notar en todos los rincones del país) en una colección de caras sonrientes) El "Verano del Amor" estaba en su máximo apogeo, con un Smiley por bandera. El terreno estaba abonado para que la revolución interior (de corto alcance, solo para privilegiados) se extendiera a todo el mundo. Las raves estaban a punto.

## La madrugada eterna
“Cuanto más mejor, todos bienvenidos”. Hasta entonces, la prensa apenas se había hecho eco de lo que ocurría. A partir de mayo de 1988, sin embargo, en las noticias de Sun o el Mirror se leían referencias a un submundo de drogas y música house, el escandaloso precio de las pastillas –alrededor de doce libras– y la espiral de vicio en que se había sumergido la juventud británica, para estupor y pánico de padres y autoridades y jolgorio de millones de adolescentes que, desde aquel momento, sabían que el objetivo prioritario en la vida era encontrar una de esas fiestas. Producida por el absoluto desconocimiento, la caza mediática se agudiza a raíz de la primera muerte documentada por consumo de éxtasis en una rave, seguida por otra pocas semanas después en The Haçienda de Mánchester. Aumentan las redadas policiales.
Trip había cerrado por presiones de la ley Spectrum tuvo que reabrir con el nombre Land of Oz. Actuar al margen de la ley era la mejor opción, y Tony Colston-Hayter se jugó el todo por el todo (sus deudas ascendían a siete mil libras) al alquilar para el 27 de octubre un centro ecuestre en las afueras de Londres. Nadie sabía que allí iba a celebrarse Sunrise, la primera "Rave" de la historia.
Ya a principios de 1989, empiezan a popularizarse un nuevo tipo de fiestas a campo abierto. Son las más gigantescas raves, que a mediados de los años 90 harían que Margaret Thatcher aprobara aquella infame Criminal Justice and Public Order Act que, por cierto, sigue vigente a día de hoy. Simbólicamente, muchas de estas fiestas se arremolinarían alrededor de la M25, carretera de circunvalación londinense inaugurada por la misma primera ministra en 1986.

## Un viaje loco y fantástico
El modus operandi había cambiado: no bastaba con anunciar vía flyer un enclave y una hora para la fiesta, sino un punto de encuentro desde el que conducir con sigilo a los ravers hacia la celebración real. Una "Rave", por definición, siempre sucede en un lugar apartado de acceso rebuscado, que exige pistas e indicaciones para dar con su localización en el mapa. Puesto que la Pay Party desmantelaba los lugares de encuentro, y eso hacía más crudo la asistencia a las rave, Colston-Hayes, dio con la fórmula ideal de la época para extenderse a los adeptos, el teléfono móvil.
Aunque todavía era un objeto asociado a la cultura yuppie y raro de ver entre el ciudadano común, Colston supo encontrar en él un modo de conectar con los ravers, alejado del radio de influencias de la policía, capaz de permitir la dosificación de pistas, dar instrucciones de guía y revelar el lugar de la cita con la posibilidad de apurar hasta el último segundo. Cuando la Pay Party conseguía descubrir el recorrido exacto, se encontraba normalmente ya se encontraban en cualquier zona del extrarradio con cinco mil personas bailando y una infraestructura tan unificada que hacía imposible su desmantelamiento.
Llegado este momento, ya nadie podía parar una rave, toda el área de la autopista M25  se pobló de fiestas ilegales, que ahora sí, superaban tranquilamente las cinco mil personas convocadas o, en un récord histórico del Segundo Verano del Amor de 1989, las veinticinco mil del 12 de agosto en Longwick. Por todo ello Colston fue reconocido como el hombre que puso "el país de las maravillas" al alcance de todos.
Cuando el fenómeno se extendió al oeste de Londres, se adoptó el vocablo “rave” para definirlo, una palabra que la comunidad negra había usado para referirse a sus propias fiestas en almacenes. Pero este cambio tan espectacular no solo se había asentado en apenas dos años. Durante la época se habló de “estar viviendo un sueño”. La revolución social ya era un triunfo; la musical, por supuesto, también.